# Nati nel 1684
| Questa pagina contiene informazioni ricavate automaticamente dalle voci biografiche con l'ausilio del template Bio e di un bot. L'aggiornamento è periodico e automatico e ricostruisce completamente la pagina. Se manca una persona in questa lista, sei pregato di non aggiungerla, ma accertati piuttosto che la sua voce biografica contenga il template Bio e che i dati anagrafici siano correttamente compilati. Se il template Bio manca, inseriscilo tu stesso o, in alternativa, metti l'avviso {{tmp\|Bio}} che ne segnala la mancanza. Se i dati riportati sono sbagliati, correggi direttamente la voce biografica; le modifiche saranno visibili in questa lista entro pochi giorni. Per chiarimenti vedi il progetto biografie. La lista contiene solo le 97 persone che sono citate nell'enciclopedia e per le quali è stato implementato correttamente il template Bio. Pagina aggiornata al 18 lug 2025. |

## Gennaio(6)
- 14 gennaio - Johann Matthias Hase, matematico e cartografo tedesco († 1742)
- 14 gennaio - Jean-Baptiste van Loo, pittore francese († 1745)
- 23 gennaio - Giuseppe Alessandro Furietti, cardinale, letterato e archeologo italiano († 1764)
- 24 gennaio - Carlo I Alessandro di Württemberg, principe tedesco († 1737)
- 31 gennaio - Louis Caravaque, pittore francese
- 31 gennaio - Federico di Nassau-Zuylestein, III conte di Rochford, nobile inglese († 1738)

## Febbraio(6)
- 3 febbraio - Giovanni Biagio Amico, architetto, teologo e presbitero italiano († 1754)
- 8 febbraio - Federigo Amadei, religioso e storico italiano († 1755)
- 16 febbraio - Bohuslav Matěj Černohorský, francescano e compositore ceco († 1742)
- 21 febbraio - Justus van Effen, scrittore olandese († 1735)
- 22 febbraio - Carlo di Lorena, nobile francese († 1751)
- 26 febbraio - Giovanni Biavi, scrittore, poeta e storico italiano († 1755)

## Marzo(6)
- 4 marzo - Sante Veronese, cardinale e vescovo cattolico italiano († 1767)
- 7 marzo - Johan Willem Ripperda, politico, diplomatico e avventuriero fiammingo († 1737)
- 19 marzo - Jean Astruc, medico francese († 1766)
- 22 marzo - William Pulteney, politico britannico († 1764)
- 24 marzo - Matej Bel, storico, filosofo e pedagogista slovacco († 1749)
- 31 marzo - Francesco Durante, compositore italiano († 1755)

## Aprile(5)
- 2 aprile - Henry Somerset, II duca di Beaufort, nobile e politico inglese († 1714)
- 6 aprile - Johann Carl von Eckenberg, attore teatrale, comico e circense tedesco († 1748)
- 15 aprile - Caterina I di Russia, sovrana russa († 1727)
- 25 aprile - Marco Benefial, pittore italiano († 1764)
- 27 aprile - Joseph Pellerin, numismatico francese († 1782)

## Maggio(5)
- 2 maggio - Guglielmo Enrico di Nassau-Usingen, nobile tedesco († 1718)
- 5 maggio - Françoise Charlotte d'Aubigné, nobile francese († 1739)
- 7 maggio - Marie-Louise Trichet, religiosa francese († 1759)
- 27 maggio - Wilhelm Reinhard von Neipperg, generale austriaco († 1774)
- 29 maggio - Robert Pitrou, architetto e ingegnere francese († 1750)

## Giugno(5)
- 10 giugno - Johann Hermann von Elswich, teologo tedesco († 1721)
- 16 giugno - Kasimir Anton von Sickingen, vescovo cattolico tedesco († 1750)
- 17 giugno - Jaime de Rocamora, nobile spagnolo († 1740)
- 22 giugno - Francesco Manfredini, violinista e compositore italiano († 1762)
- 29 giugno - Clelia Grillo Borromeo, nobildonna e mecenate italiana († 1777)

## Luglio(2)
- 23 luglio - Giovanni Mavrocordatos, politico ottomano († 1719)
- 28 luglio - Pietro Francesco Bussi, cardinale italiano († 1765)

## Agosto(4)
- 2 agosto - Sofia di Sassonia-Weissenfels, duchessa († 1752)
- 5 agosto - Francesco Gonzaga, nobile italiano († 1758)
- 22 agosto - Maria Teresa d'Asburgo, nobile austriaca († 1696)
- 30 agosto - Madame de Staal-Delaunay, scrittrice francese († 1750)

## Settembre(4)
- 18 settembre - Johann Gottfried Walther, compositore tedesco († 1748)
- 19 settembre - Robert Maynard, militare inglese († 1751)
- 22 settembre - Charles Louis Auguste Fouquet de Belle-Isle, generale e diplomatico francese († 1761)
- 30 settembre - Benedetto De Luca, vescovo cattolico italiano († 1750)

## Ottobre(7)
- 9 ottobre - Cristoforo di Baden-Durlach, principe tedesco († 1723)
- 10 ottobre - Antoine Watteau, pittore francese († 1721)
- 15 ottobre - Carlo Giuseppe del Liechtenstein, principe austriaco († 1704)
- 20 ottobre - Maria Barbara Bach, nobile tedesca († 1720)
- 21 ottobre - Alessio Simmaco Mazzocchi, presbitero, filologo e biblista italiano († 1771)
- 26 ottobre - Kurt Christoph von Schwerin, generale prussiano († 1757)
- 28 ottobre - Paul Alphéran de Bussan, arcivescovo cattolico francese († 1757)

## Novembre(10)
- 1º novembre - Michail Michajlovič Golicyn, ammiraglio e diplomatico russo († 1764)
- 4 novembre - Sebastiano Paoli, letterato, archeologo e antiquario italiano († 1751)
- 7 novembre - Petrus Johannes Meindaerts, arcivescovo vetero-cattolico olandese († 1767)
- 11 novembre - Algernon Seymour, VII duca di Somerset, militare e politico britannico († 1750)
- 12 novembre - Edward Vernon, ammiraglio inglese († 1757)
- 16 novembre - Allen Bathurst, I conte Bathurst, politico inglese († 1775)
- 27 novembre - Saverio Del Giudice, storico italiano († 1764)
- 27 novembre - Tokugawa Yoshimune, militare giapponese († 1751)
- 28 novembre - Giambattista Roero di Pralormo, cardinale e arcivescovo cattolico italiano († 1766)
- 30 novembre - Andreas Möller, pittore danese († 1762)

## Dicembre(7)
- 2 dicembre - Maria Bricca, cuoca italiana († 1733)
- 3 dicembre - Ludvig Holberg, scrittore, filosofo e drammaturgo norvegese († 1754)
- 9 dicembre - Abraham Vater, anatomista tedesco († 1751)
- 15 dicembre - August Friedrich Müller, logico e filosofo tedesco († 1761)
- 19 dicembre - Álvaro José de Navia-Osorio y Vigil de la Rúa, generale, diplomatico e scrittore spagnolo († 1732)
- 21 dicembre - Ippolito Desideri, gesuita e missionario italiano († 1733)
- 30 dicembre - Charles François Paul Le Normant de Tournehem, politico francese († 1751)

## Senza giorno specificato(30)
- Pietro Andrea Barberi Pucciardi, pittore italiano († 1730)
- Girolamo Bax, scrittore italiano († 1739)
- Giovanni Angelo Borroni, pittore italiano († 1772)
- Matteo Bottiglieri, scultore e pittore italiano († 1757)
- Domenico Brandi, pittore italiano († 1736)
- Matthias Braun, scultore austriaco († 1738)
- Pietro Bucelli, antiquario e letterato italiano († 1754)
- Marianna Bulgarelli, soprano italiano († 1734)
- Rizzardo Carboni, scultore, intagliatore e ebanista italiano († 1754)
- Louis-Jacques Chapt de Rastignac, arcivescovo cattolico francese († 1750)
- Henry Clinton, VII conte di Lincoln, politico inglese († 1728)
- Alessio De Marchis, pittore italiano († 1752)
- Johann Jacob Dillenius, botanico tedesco († 1747)
- Ernesto Leopoldo d'Assia-Rheinfels-Rotenburg, tedesco († 1749)
- John Faber, incisore olandese († 1756)
- Giovanni Gloria, intagliatore e architetto italiano
- Jean-Louis Des Balbes de Berton de Crillon, arcivescovo cattolico francese († 1751)
- James Jurin, fisico britannico († 1750)
- Marie Brûlart, nobildonna francese († 1763)
- Jacques Martin, presbitero francese († 1751)
- Anton Erhard Martinelli, architetto austriaco († 1747)
- Joseph Paris Duverney, imprenditore francese († 1770)
- François Poisson, francese († 1754)
- Ferdinando Porretti, latinista, scrittore e teologo italiano († 1741)
- George Vertue, incisore e antiquario inglese († 1756)
- Niccolò Liborio Verzoni, religioso italiano († 1754)
- Ercole Tommaso Villa, generale italiano († 1766)
- James Waldegrave, I conte Waldegrave, nobile e ambasciatore inglese († 1741)
- Jacob Gabriel Wolff, giurista tedesco († 1754)
- Herman van der Myn, pittore olandese († 1741)